# Lioré et Olivier
Lioré-et-Olivier fue un constructor aeronáutico francés del siglo xx, empresa fundada en 1912 por Fernand Lioré y Henri Olivier.

## Historia

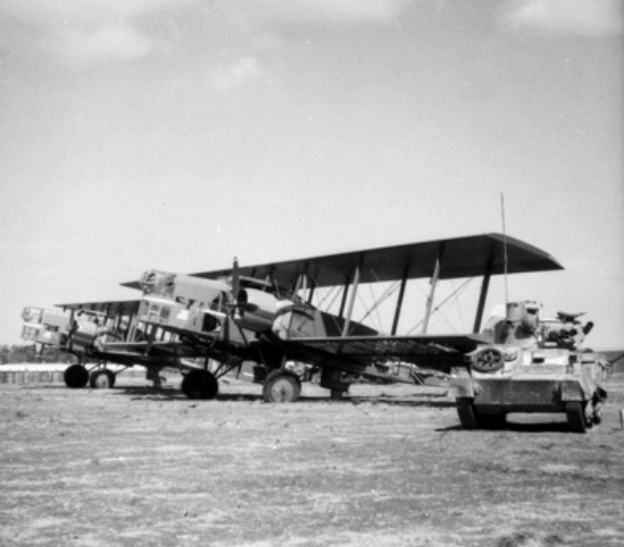
Dos bombarderos LeO 25 en Alepo.

La Société de Constructions Aéronautiques d'hydravions Lioré-et-Olivier tuvo tres fábricas, localizadas en Argenteuil, Clichy y Rochefort (Charente Marítimo).
La compañía fue nacionalizada en 1936, pasando a integrarse las fábricas de Argenteuil y Clichy, junto con las plantas de las compañías Chantiers aéronavals Étienne Romano, Société des Aéroplanes Henry Potez, Chantiers Aéro-Maritimes de la Seine - CAMS y Société Provençale de Constructions Aéronautiques - SPCA, en la Société Nationale des Constructions Aéronautiques du Sud-Est - SNCASE, el 1 de febrero de 1937. La fábrica de Rochefort se incorporó a la Société Nationale des Constructions Aéronautiques du Sud-Ouest - SNCASO.

## Diseños de aeronaves
- Lioré et Olivier LeO 1: Sopwith 1½ Strutter construido bajo licencia.
- Lioré et Olivier LeO 3: Caza, 1917 (proyecto).[3]
- Lioré et Olivier LeO 4: Avión de reconocimiento, 1917 (proyecto).
- Lioré et Olivier LeO 5
- Lioré et Olivier LeO 6
- Lioré et Olivier LeO 7: Biplano bombardero de escolta, desarrollado desde el LeO 5, 1922.
  - Lioré et Olivier LeO 7/2: Versión de producción para la Fuerza Aérea francesa.
  - Lioré et Olivier LeO 7/3: Versión de producción para la Aviación Naval francesa.
- Lioré et Olivier LeO 8: Avión de reconocimiento biplaza y caza nocturno, 1923.
- Lioré et Olivier LeO 9
- Lioré et Olivier H-10: Prototipo de hidroavión de reconocimiento biplaza, 1923.
- Lioré et Olivier LeO 12: Prototipo de bombardero nocturno, 1924.
  - Lioré et Olivier LeO 121: Un LeO 12 convertido en un avión comercial de 12 asientos.
  - Lioré et Olivier LeO 122: Prototipo mejorado de bombardero nocturno, convertido desde un LeO 12.
  - Lioré et Olivier LeO 123: Un LeO 12 convertido en bancada con cabinas cerradas.
- Lioré et Olivier H-13: Hidrocanoa biplano, 1922.
  - Lioré et Olivier H-132: Propulsado por dos motores Hispano-Suiza 8Aa .
  - Lioré et Olivier H-133: Propulsado por dos motores Renault 12F.
  - Lioré et Olivier H-134: Propulsado por un motor Lorraine 12Eb.
  - Lioré et Olivier H-135: Propulsado por dos motores Hispano-Suiza 8Ab.
  - Lioré et Olivier H-136: Versión para la Aeronavale.
- Lioré et Olivier H-14: Versión propuesta de 5 asientos del H-13.
- Lioré et Olivier H-15
- Lioré et Olivier H-18
  - Lioré et Olivier H-180: Hidrocanoa biplaza, 1928.
  - Lioré et Olivier H-181: H-180 con cabina cerrada, 1929.
- Lioré et Olivier H-19
  - Lioré et Olivier H-190: Hidrocanoa comercial, 1926.
- Lioré et Olivier LeO 20: Bombardero nocturno, desarrollado desde el LeO 122, 1927.
  - Lioré et Olivier LeO 201: Designación para entrenadores de paracaidismo convertidos desde LeO 20.
  - Lioré et Olivier LeO 203: Versión de cuatro motores del LeO 20.
  - Lioré et Olivier LeO H-20/4: Versión de flotadores del LeO 203.
  - Lioré et Olivier LeO 206: Versión de producción del LeO 203.
  - Lioré et Olivier LeO 207
  - Lioré et Olivier LeO 208: Como el LeO 20, pero con cabina cerrada y motores diferentes.
- Lioré et Olivier LeO 21: Transporte militar/comercial biplano basado en el LeO 20, 1929.
  - Lioré et Olivier LeO 211
  - Lioré et Olivier LeO 212
  - Lioré et Olivier LeO 213: Versión de producción.
  - Lioré et Olivier LeO 214: Designación para LeO 213 convertidos en transportes militares para la Fuerza Aérea francesa.
  - Lioré et Olivier LeO 21S: Ambulancia aérea basada en el LeO 213.
- Lioré et Olivier H-22
- Lioré et Olivier H-23: Hidrocanoa anfibio de reconocimiento.
- Lioré et Olivier H-24: Hidrocanoa comercial.
  - Lioré et Olivier H-242: Hidrocanoa comercial, 1933.
  - Lioré et Olivier H-242/1: Versión revisada del H-242 con una instalación motora modificada.
  - Lioré et Olivier LeO H-246 : Hidrocanoa de transporte comercial y patrulla marítima, 1939.
- Lioré et Olivier LeO 25: Bombardero desarrollado desde el LeO 20, 1928.
  - Lioré et Olivier LeO 252: Bombardero terrestre convertido desde el LeO 25.
  - Lioré et Olivier LeO 253: Bombardero terrestre similar al LeO 252.
  - Lioré et Olivier LeO H-254: Versión hidroavión del LeO 252.
  - Lioré et Olivier LeO H-255: Versión plusmarquista del H-254.
  - Lioré et Olivier LeO H-256: Como el H-254, pero con envergadura alargada.
  - Lioré et Olivier LeO H-257: H-254 modificado para la Aeronavale.
    - Lioré et Olivier LeO H-257bis: Versión de producción del H-257.

  - Lioré et Olivier LeO H-258: Versión interina similar al H-257bis para la Aeronavale mientras la producción del H-257bis estaba siendo acometida.
  - Lioré et Olivier LeO 259: Versión propulsada por motores Hispano-Suiza 12Y.
- Lioré et Olivier H-27
- Lioré et Olivier LeO 300 ; Prototipo bombardero nocturno, 1933.
- Lioré et Olivier LeO 40: Biplano experimental configuración propulsora, 1932.
- Lioré et Olivier LeO 41: Prototipo biplano experimental, 1932.
- Lioré et Olivier H-43: Hidroavión de reconocimiento, 1934.
- Lioré et Olivier LeO 45: Designación para el prototipo del LeO 451.
  - Lioré et Olivier LeO 451
- Lioré et Olivier LeO H-47: Hidrocanoa comercial/de patrulla marítima, 1936.
  - Lioré et Olivier H-470 : Versión mejorada del H-47.
- Lioré et Olivier LeO 48
- Lioré et Olivier H-49: Hidrocanoa comercial, 1942. Producido como SNCASE SE.200.